# Джон Беллерс
Джо́н Бе́ллерс (англ. John Bellers; нар. 1654, Лондон — пом. 8 лютого 1725) — відомий англійський економіст і соціальний реформатор, утопіст.

## Діяльність
Джон Беллерс відстоював думку про залежність добробуту країни від ступеня охоплення всіх працею і розробив проект перетворення суспільства шляхом трудового виховання всього народу. Для цього він запропонував організувати трудові коледжи, в яких жили б і працювали багаті і бідні, діти, підлітки і юнаки, що виховувалися б в дусі працелюбства. Він висунув знаменитий лозунг «Хто не працює, той не їсть!».
Навчання молоді різним видам сільськогосподарської і промислової праці повинно було сприяти усуненню бідності широких народних мас. Беллерс вважав, що засоби для організації трудових коледжів — добровільно дадуть багатії.
Беллерс відомий також і в історії педагогіки. Висловлював думку про поєднання навчання і виховання дітей з продуктивною працею, підкреслював важливу роль дитячої праці в розумовому і фізичному розвитку, виборі спеціальності, що відповідала б інтересам і здібностям дітей. Він віддавав перевагу суспільному вихованню дітей над сімейним.

## Вибрані праці
- «Пропозиція про заснування трудового коледжу всіх корисних ремесл і сільського господарства з прибутком для багатіїв, заможним життям для бідних і добрим вихованням для юнацтва» (1696).